# Flora Tristan

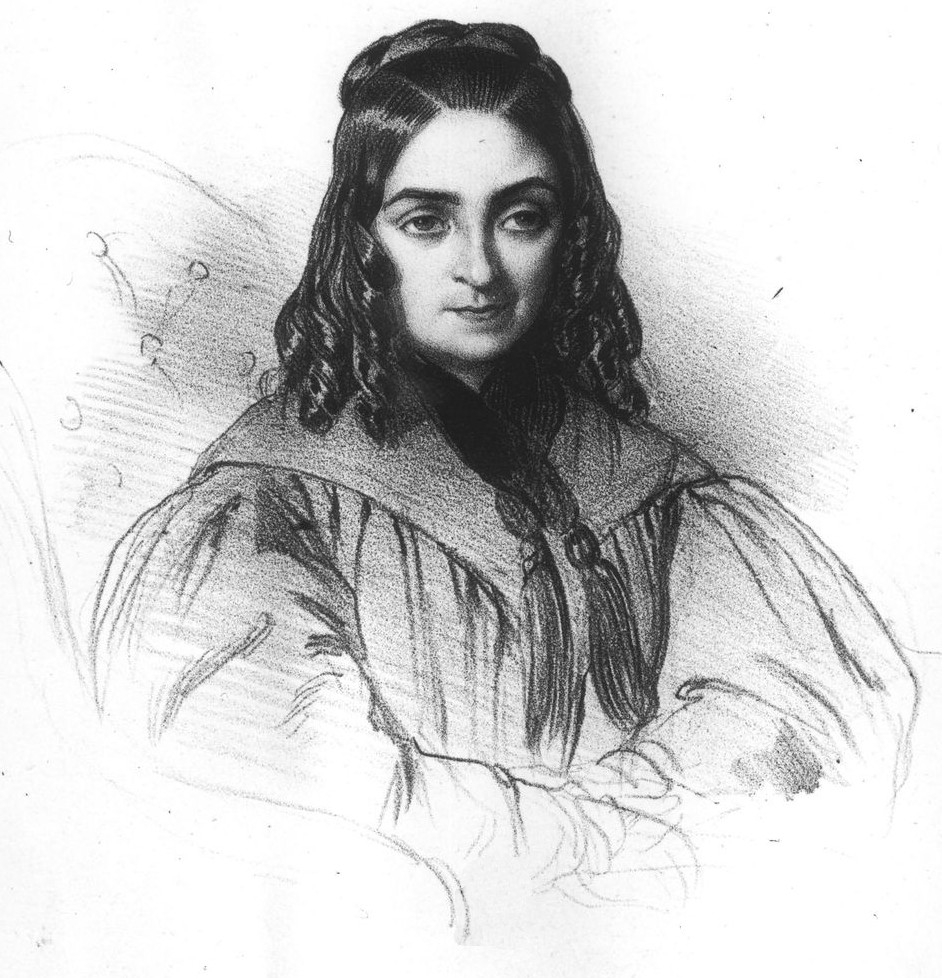
Flora Tristan

Flora Tristan (Parijs, 7 april 1803 - Bordeaux, 14 november 1844), was een bekend feminist en socialist.
Ze was grootmoeder van Paul Gauguin en bevriend met Éliphas Lévi.

## Biografie
Flora Tristan was het kind van een Peruviaanse-Spaanse vader en een Franse moeder. Haar vader stierf toen ze vijf jaar oud was. Flora Tristan trouwde al jong en kreeg drie kinderen. Flora werd mishandeld door haar man en vluchtte naar Engeland. Flora ging werken bij een rijke Engelse familie. Haar interesse voor het socialisme ontstond door haar kennismaking met de chartisten. In 1843 schreef ze het boek Union ouvriére, waarin ze opriep tot de vorming van een internationale arbeidersorganisatie die geld zou inzamelen om in elke stad een Arbeiderspaleis op te richten. In dit Arbeiderspaleis zou een school, een ziekenhuis, een bejaardenhuis, een bibliotheek en culturele voorzieningen gehuisvest worden. Zij liet zich inspireren door de geschriften van Charles Fourier. Ze stierf op 41-jarige leeftijd ten gevolge van buiktyfus. Zij was de eerste persoon die opriep tot de vorming van een internationale organisatie voor de arbeidersklasse. Dit werd in 1864 verwezenlijkt door de oprichting van de Eerste Internationale.

## Stamboom
|                |                |                |                |                |                |  |  |                          |                          |                          |                          |                          |                          |  |  |               |               |               |               |                              |                              | José Joaquín de Tristán del Pozo | José Joaquín de Tristán del Pozo | José Joaquín de Tristán del Pozo | José Joaquín de Tristán del Pozo | José Joaquín de Tristán del Pozo | José Joaquín de Tristán del Pozo |                     |                     |                     |                     |                     |                     | Mercedes de Moscoso | Mercedes de Moscoso | Mercedes de Moscoso      | Mercedes de Moscoso      | Mercedes de Moscoso      | Mercedes de Moscoso      |                          |                          |                   |                   |                   |                   |  |  |                     |                     |                     |                     |                     |                     |  |  |
|                |                |                |                |                |                |  |  |                          |                          |                          |                          |                          |                          |  |  |               |               |               |               |                              |                              | José Joaquín de Tristán del Pozo | José Joaquín de Tristán del Pozo | José Joaquín de Tristán del Pozo | José Joaquín de Tristán del Pozo | José Joaquín de Tristán del Pozo | José Joaquín de Tristán del Pozo |                     |                     |                     |                     |                     |                     | Mercedes de Moscoso | Mercedes de Moscoso | Mercedes de Moscoso      | Mercedes de Moscoso      | Mercedes de Moscoso      | Mercedes de Moscoso      |                          |                          |                   |                   |                   |                   |  |  |                     |                     |                     |                     |                     |                     |  |  |
|                |                |                |                |                |                |  |  |                          |                          |                          |                          |                          |                          |  |  |               |               |               |               |                              |                              |                                  |                                  |                                  |                                  |                                  |                                  |                     |                     |                     |                     |                     |                     |                     |                     |                          |                          |                          |                          |                          |                          |                   |                   |                   |                   |  |  |                     |                     |                     |                     |                     |                     |  |  |
|                |                |                |                |                |                |  |  |                          |                          |                          |                          |                          |                          |  |  |               |               |               |               |                              |                              |                                  |                                  |                                  |                                  |                                  |                                  |                     |                     |                     |                     |                     |                     |                     |                     |                          |                          |                          |                          |                          |                          |                   |                   |                   |                   |  |  |                     |                     |                     |                     |                     |                     |  |  |
| Léonard Chazal | Léonard Chazal | Léonard Chazal | Léonard Chazal | Léonard Chazal | Léonard Chazal |  |  | Jeanne-Geneviève Buterne | Jeanne-Geneviève Buterne | Jeanne-Geneviève Buterne | Jeanne-Geneviève Buterne | Jeanne-Geneviève Buterne | Jeanne-Geneviève Buterne |  |  |               |               |               |               | Mariano de Tristán y Moscoso | Mariano de Tristán y Moscoso | Mariano de Tristán y Moscoso     | Mariano de Tristán y Moscoso     | Mariano de Tristán y Moscoso     | Mariano de Tristán y Moscoso     |                                  |                                  | Anne-Pierre Laisnay | Anne-Pierre Laisnay | Anne-Pierre Laisnay | Anne-Pierre Laisnay | Anne-Pierre Laisnay | Anne-Pierre Laisnay |                     |                     | Pío de Tristán y Moscoso | Pío de Tristán y Moscoso | Pío de Tristán y Moscoso | Pío de Tristán y Moscoso | Pío de Tristán y Moscoso | Pío de Tristán y Moscoso |                   |                   |                   |                   |  |  |                     |                     |                     |                     |                     |                     |  |  |
| Léonard Chazal | Léonard Chazal | Léonard Chazal | Léonard Chazal | Léonard Chazal | Léonard Chazal |  |  | Jeanne-Geneviève Buterne | Jeanne-Geneviève Buterne | Jeanne-Geneviève Buterne | Jeanne-Geneviève Buterne | Jeanne-Geneviève Buterne | Jeanne-Geneviève Buterne |  |  |               |               |               |               | Mariano de Tristán y Moscoso | Mariano de Tristán y Moscoso | Mariano de Tristán y Moscoso     | Mariano de Tristán y Moscoso     | Mariano de Tristán y Moscoso     | Mariano de Tristán y Moscoso     |                                  |                                  | Anne-Pierre Laisnay | Anne-Pierre Laisnay | Anne-Pierre Laisnay | Anne-Pierre Laisnay | Anne-Pierre Laisnay | Anne-Pierre Laisnay |                     |                     | Pío de Tristán y Moscoso | Pío de Tristán y Moscoso | Pío de Tristán y Moscoso | Pío de Tristán y Moscoso | Pío de Tristán y Moscoso | Pío de Tristán y Moscoso |                   |                   |                   |                   |  |  |                     |                     |                     |                     |                     |                     |  |  |
|                |                |                |                |                |                |  |  |                          |                          |                          |                          |                          |                          |  |  |               |               |               |               |                              |                              |                                  |                                  |                                  |                                  |                                  |                                  |                     |                     |                     |                     |                     |                     |                     |                     |                          |                          |                          |                          |                          |                          |                   |                   |                   |                   |  |  |                     |                     |                     |                     |                     |                     |  |  |
|                |                |                |                |                |                |  |  |                          |                          |                          |                          |                          |                          |  |  |               |               |               |               |                              |                              |                                  |                                  |                                  |                                  |                                  |                                  |                     |                     |                     |                     |                     |                     |                     |                     |                          |                          |                          |                          |                          |                          |                   |                   |                   |                   |  |  |                     |                     |                     |                     |                     |                     |  |  |
| Antoine Chazal | Antoine Chazal | Antoine Chazal | Antoine Chazal | Antoine Chazal | Antoine Chazal |  |  | André Chazal             | André Chazal             | André Chazal             | André Chazal             | André Chazal             | André Chazal             |  |  |               |               |               |               |                              |                              |                                  |                                  | Flora Tristan                    | Flora Tristan                    | Flora Tristan                    | Flora Tristan                    | Flora Tristan       | Flora Tristan       |                     |                     |                     |                     |                     |                     |                          |                          |                          |                          |                          |                          |                   |                   |                   |                   |  |  |                     |                     |                     |                     |                     |                     |  |  |
| Antoine Chazal | Antoine Chazal | Antoine Chazal | Antoine Chazal | Antoine Chazal | Antoine Chazal |  |  | André Chazal             | André Chazal             | André Chazal             | André Chazal             | André Chazal             | André Chazal             |  |  |               |               |               |               |                              |                              |                                  |                                  | Flora Tristan                    | Flora Tristan                    | Flora Tristan                    | Flora Tristan                    | Flora Tristan       | Flora Tristan       |                     |                     |                     |                     |                     |                     |                          |                          |                          |                          |                          |                          |                   |                   |                   |                   |  |  |                     |                     |                     |                     |                     |                     |  |  |
|                |                |                |                |                |                |  |  |                          |                          |                          |                          |                          |                          |  |  |               |               |               |               |                              |                              |                                  |                                  |                                  |                                  |                                  |                                  |                     |                     |                     |                     |                     |                     |                     |                     |                          |                          |                          |                          |                          |                          |                   |                   |                   |                   |  |  |                     |                     |                     |                     |                     |                     |  |  |
|                |                |                |                |                |                |  |  |                          |                          |                          |                          |                          |                          |  |  |               |               |               |               |                              |                              |                                  |                                  |                                  |                                  |                                  |                                  |                     |                     |                     |                     |                     |                     |                     |                     |                          |                          |                          |                          |                          |                          |                   |                   |                   |                   |  |  |                     |                     |                     |                     |                     |                     |  |  |
|                |                |                |                |                |                |  |  | Alexandre Chazal         | Alexandre Chazal         | Alexandre Chazal         | Alexandre Chazal         | Alexandre Chazal         | Alexandre Chazal         |  |  | Ernest Chazal | Ernest Chazal | Ernest Chazal | Ernest Chazal | Ernest Chazal                | Ernest Chazal                |                                  |                                  | Clovis Gauguin                   | Clovis Gauguin                   | Clovis Gauguin                   | Clovis Gauguin                   | Clovis Gauguin      | Clovis Gauguin      |                     |                     | Aline Chazal        | Aline Chazal        | Aline Chazal        | Aline Chazal        | Aline Chazal             | Aline Chazal             |                          |                          |                          |                          |                   |                   |                   |                   |  |  |                     |                     |                     |                     |                     |                     |  |  |
|                |                |                |                |                |                |  |  | Alexandre Chazal         | Alexandre Chazal         | Alexandre Chazal         | Alexandre Chazal         | Alexandre Chazal         | Alexandre Chazal         |  |  | Ernest Chazal | Ernest Chazal | Ernest Chazal | Ernest Chazal | Ernest Chazal                | Ernest Chazal                |                                  |                                  | Clovis Gauguin                   | Clovis Gauguin                   | Clovis Gauguin                   | Clovis Gauguin                   | Clovis Gauguin      | Clovis Gauguin      |                     |                     | Aline Chazal        | Aline Chazal        | Aline Chazal        | Aline Chazal        | Aline Chazal             | Aline Chazal             |                          |                          |                          |                          |                   |                   |                   |                   |  |  |                     |                     |                     |                     |                     |                     |  |  |
|                |                |                |                |                |                |  |  |                          |                          |                          |                          |                          |                          |  |  |               |               |               |               |                              |                              |                                  |                                  |                                  |                                  |                                  |                                  |                     |                     |                     |                     |                     |                     |                     |                     |                          |                          |                          |                          |                          |                          |                   |                   |                   |                   |  |  |                     |                     |                     |                     |                     |                     |  |  |
|                |                |                |                |                |                |  |  |                          |                          |                          |                          |                          |                          |  |  |               |               |               |               |                              |                              |                                  |                                  |                                  |                                  |                                  |                                  | Paul Gauguin        | Paul Gauguin        | Paul Gauguin        | Paul Gauguin        | Paul Gauguin        | Paul Gauguin        |                     |                     | Mette-Sophie Gad         | Mette-Sophie Gad         | Mette-Sophie Gad         | Mette-Sophie Gad         | Mette-Sophie Gad         | Mette-Sophie Gad         |                   |                   |                   |                   |  |  |                     |                     |                     |                     |                     |                     |  |  |
|                |                |                |                |                |                |  |  |                          |                          |                          |                          |                          |                          |  |  |               |               |               |               |                              |                              |                                  |                                  |                                  |                                  |                                  |                                  | Paul Gauguin        | Paul Gauguin        | Paul Gauguin        | Paul Gauguin        | Paul Gauguin        | Paul Gauguin        |                     |                     | Mette-Sophie Gad         | Mette-Sophie Gad         | Mette-Sophie Gad         | Mette-Sophie Gad         | Mette-Sophie Gad         | Mette-Sophie Gad         |                   |                   |                   |                   |  |  |                     |                     |                     |                     |                     |                     |  |  |
|                |                |                |                |                |                |  |  |                          |                          |                          |                          |                          |                          |  |  |               |               |               |               |                              |                              |                                  |                                  |                                  |                                  |                                  |                                  |                     |                     |                     |                     |                     |                     |                     |                     |                          |                          |                          |                          |                          |                          |                   |                   |                   |                   |  |  |                     |                     |                     |                     |                     |                     |  |  |
|                |                |                |                |                |                |  |  |                          |                          |                          |                          |                          |                          |  |  |               |               |               |               |                              |                              |                                  |                                  |                                  |                                  |                                  |                                  |                     |                     |                     |                     |                     |                     |                     |                     |                          |                          |                          |                          |                          |                          |                   |                   |                   |                   |  |  |                     |                     |                     |                     |                     |                     |  |  |
|                |                |                |                |                |                |  |  |                          |                          |                          |                          |                          |                          |  |  | Émile Gauguin | Émile Gauguin | Émile Gauguin | Émile Gauguin | Émile Gauguin                | Émile Gauguin                |                                  |                                  | Aline Gauguin                    | Aline Gauguin                    | Aline Gauguin                    | Aline Gauguin                    | Aline Gauguin       | Aline Gauguin       |                     |                     | Clovis Gauguin      | Clovis Gauguin      | Clovis Gauguin      | Clovis Gauguin      | Clovis Gauguin           | Clovis Gauguin           |                          |                          | Jean-René Gauguin        | Jean-René Gauguin        | Jean-René Gauguin | Jean-René Gauguin | Jean-René Gauguin | Jean-René Gauguin |  |  | Paul-Rollon Gauguin | Paul-Rollon Gauguin | Paul-Rollon Gauguin | Paul-Rollon Gauguin | Paul-Rollon Gauguin | Paul-Rollon Gauguin |  |  |

## Publicaties
- Union ouvrière, Parijs, 1844
- Lettres, Paris, Éditions du Seuil, 1980 ISBN 2-02-005696-8
- The London journal of Flora Tristan, 1842 or, The aristocracy and the working class of England, London : Virago, 1982. Vert. van: Promenades dans Londres, 1842
- Méphis, Paris, Indigo et Côté-Femmes, 1996. Oorspr. uitg.: Paris, Ladvocat, 1838

- Bibsys: 90149294
- Biblioteca Nacional de Chile: 000061230
- Biblioteca Nacional de España: XX1110784
- Bibliothèque nationale de France: cb11927116m (data)
- Catàleg d'autoritats de noms i títols de Catalunya: 981058521279006706
- CiNii: DA01026520
- Gemeinsame Normdatei: 118833243
- International Standard Name Identifier: 0000 0001 0892 6674
- Library of Congress Control Number: n80094560
- Bibliotheek van het Japanse parlement: 00459119
- Nationale Bibliotheek van Tsjechië: skuk0001401
- Nationale bibliotheek van Australië: 36310248
- Nationale Bibliotheek van Israël: 987007313165705171
- Nationale Bibliotheek van Polen: a0000002701643
- Nederlandse Thesaurus van Auteursnamen: 07106124X
- Réseau des bibliothèques de Suisse occidentale: 02-A003911123
- LIBRIS: 250407
- SNAC: w694491p
- Système universitaire de documentation: 027358763
- Trove: 1244954
- Union List of Artist Names: 500341720
- Virtual International Authority File: 44306184
- WorldCat: E39PBJtcFRFjFjpGpfTHjJqhHC